# 神奈川県道・東京都道52号相模原町田線
神奈川県道・東京都道52号相模原町田線（かながわけんどう・とうきょうとどう52ごう さがみはらまちだせん）は、神奈川県相模原市南区当麻と東京都町田市中町を結ぶ県道および都道（主要地方道）である。

## 概要
全区間を通して交通量が非常に多く、特に北里大学病院 - 若松3丁目交差点の区間はいつも渋滞しており、この区間を通る路線バスは遅れる事が多い。この区間は、通称「北里通り」と呼ばれる。2013年には首都圏中央連絡自動車道相模原愛川インターチェンジが開通したことで、相模原市内から同インターチェンジへのアクセス路線の一つとしての役割も担っているが、混雑が激しいことから北里大学病院付近では4車線化に向けた道路拡幅事業が進められている。
町田街道も含め、旧相模原市市域の南北を縦断している幹線道路に全て接続（旧16号、国道16号、木もれ日通り（中央大通り）、村富線、旧大山道、旧129号（国道129号）、東京都道・神奈川県道48号鍛冶谷相模原線）、町田駅前通りなどの全てに連絡する東西を結ぶ路線であるため、随所に混雑する。
また、原当麻駅南側にはJR相模線の「原当麻第一踏切」が存在し、渋滞の原因となっていることから立体交差（アンダーパス）の整備事業が進められている。

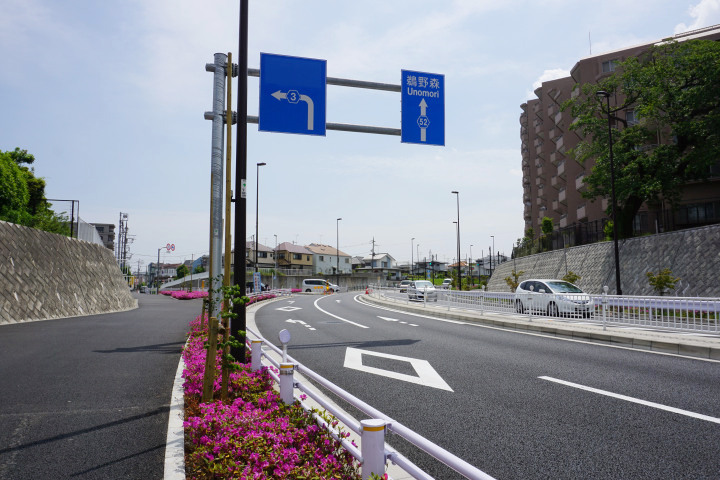
神奈川県道・東京都道52号相模原町田線は右奥からきて、ここで終点となる。東京都道・神奈川県道3号世田谷町田線、東京都道18号府中町田線（重複区間）は、手前から左奥へ続く（東京都町田市）

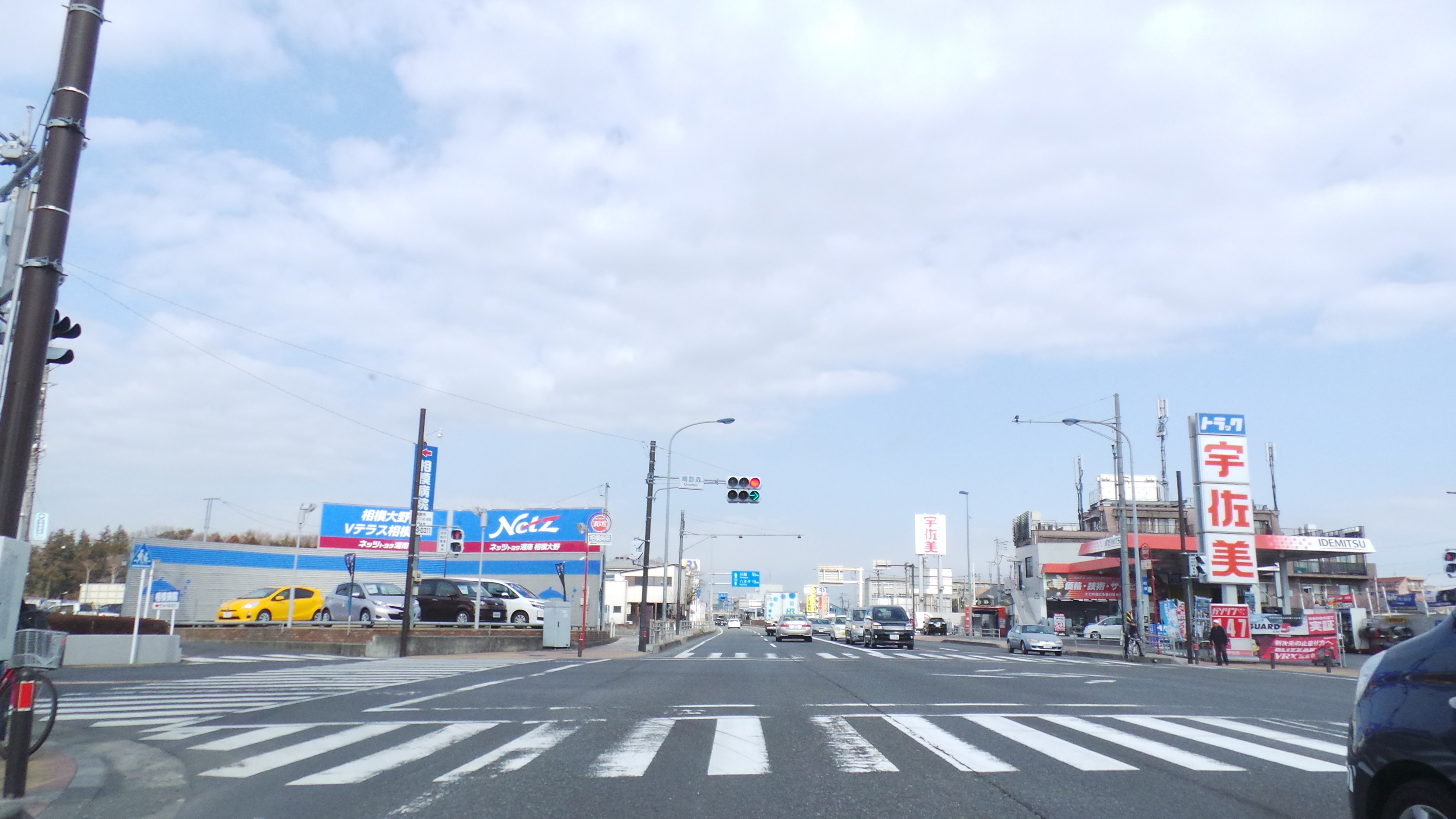
国道16号の鵜野森交差点（相模原町田線は左右方向）

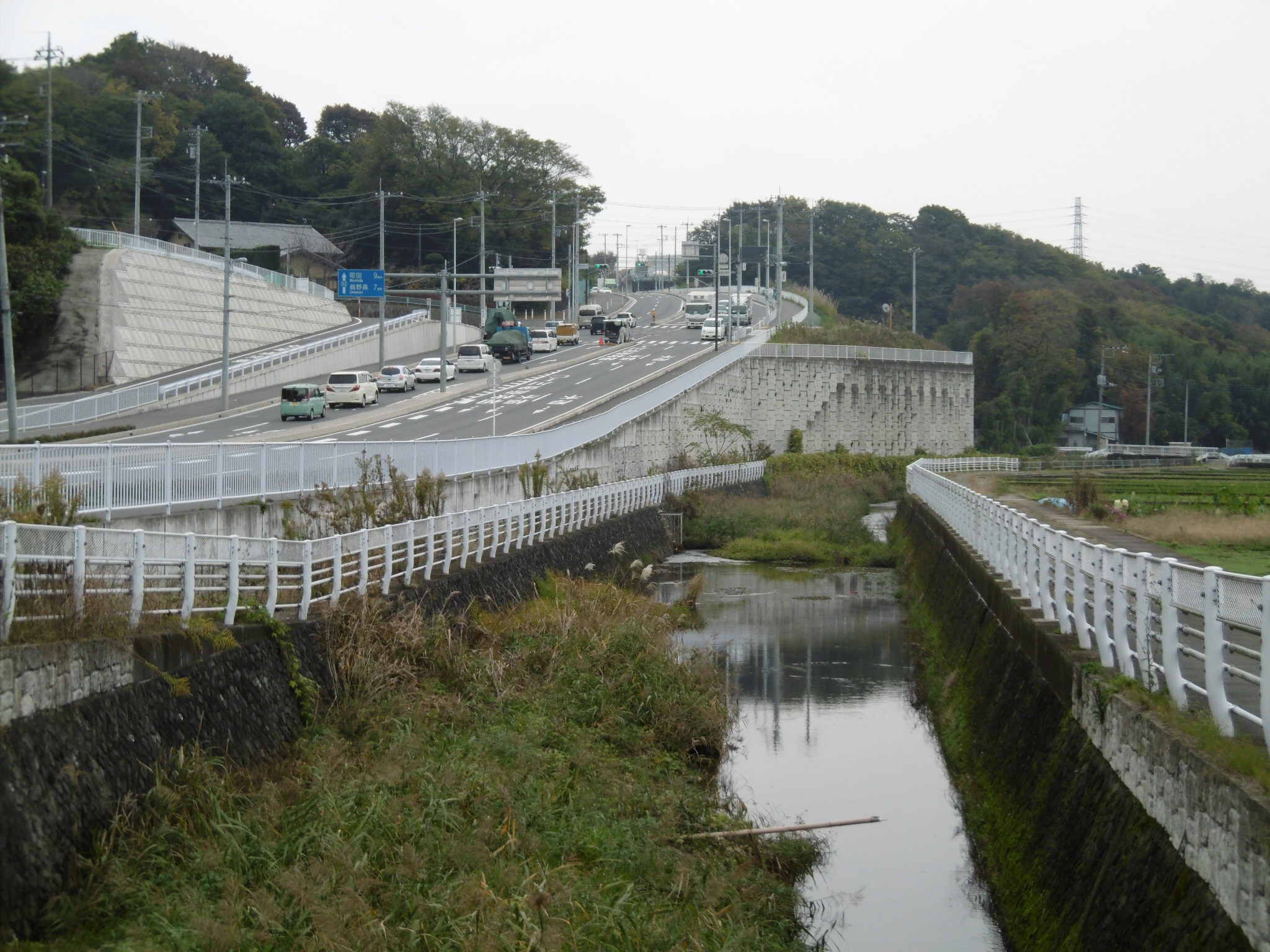
神奈川県道・東京都道52号相模原町田線と八瀬川（神奈川県相模原市南区当麻）

### 路線データ
- 起点：昭和橋交差点（神奈川県道48号鍛冶谷相模原線、神奈川県道508号厚木城山線）
- 終点：名称なし交差点（東京都道3号世田谷町田線、東京都道18号府中町田線重複区間）
- 延長
  - 神奈川県道：11,000 m
  - 東京都道：1,714 m（実延長、2016年4月1日現在）[2]
- 面積
  - 神奈川県道：不明
  - 東京都道：29,810 m2
- 都市計画路線名：相模原3・4・7、相模原3・3・3、相模原3・6・6、町田3・3・8
- 都県道認定要件：地方開発のため特に必要な道路
- Google マップ

## 路線状況

### 通称
- 北里通り（鵜野森交差点以西）
  - フィッシングパーク通り（下原交差点先 - 相模原公園入口交差点）[3]
  - 北里けやき通り（相模原公園入口交差点 - 木もれびの森入口交差点）[3]
- 鎌倉街道（町田市内、東京都道18号府中町田線とともに東京都通称道路名設定公告整理番号66）

### 重複区間
- 神奈川県道508号厚木城山線（昭和橋交差点 - 下当麻交差点）

### 道路施設

#### 橋梁
- 新当麻橋（八瀬川）
- 枡田橋（姥川）
- 柴胡が原陸橋
- 森野橋（境川）
- 住吉橋（JR横浜線）

### 交通状況
2015年（平成27年）時点での神奈川県道・東京都道52号相模原町田線の交通状況について、各地点での交通量はそれぞれ以下の通りである。
| 交通調査地点           | 昼間12時間自動車類交通量 | 昼間12時間自動車類交通量 | 昼間12時間自動車類交通量 | 24時間自動車類交通量 | 24時間自動車類交通量 | 24時間自動車類交通量 | 道路部幅員 | 車道部幅員 | 車道幅員 | 歩道幅員 | 歩道幅員 | 車線数 |
| 交通調査地点           | 小型車                   | 大型車                   | 合計                     | 小型車               | 大型車               | 合計                 | 道路部幅員 | 車道部幅員 | 車道幅員 | 上り     | 下り     | 車線数 |
| 相模原市南区当麻2291   | 9,264台                  | 2,736台                  | 12,000台                 | 12,582台             | 3,378台              | 15,960台             | 13.60 m    | 10.20 m    | 9.70m    | 1.20m    | 2.20m    | 2      |
| 相模原市南区麻溝台699  | 11,312台                 | 2,284台                  | 13,596台                 | 15,335台             | 3,155台              | 18,490台             | 10.50 m    | 7.50 m     | 6.50m    | 1.50m    | 1.50m    | 2      |
| 相模原市南区鵜野森1-37 | 10,152台                 | 1,309台                  | 11,461台                 | 13,418台             | 1,940台              | 15,358台             | 16.00 m    | 9.00 m     | 8.00m    | 3.50m    | 3.50m    | 2      |
| 町田市森野2-7-9        | 10,370台                 | 1,179台                  | 11,549台                 | 13,564台             | 1,796台              | 15,360台             | 12.50 m    | 8.50 m     | 7.50m    | 1.40m    | 1.40m    | 2      |

## 地理

### 通過する自治体
- 神奈川県
  - 相模原市（南区）
- 東京都
  - 町田市

### 交差する道路
| 交差する道路                                            | 交差する道路                                        | 交差点名       | 所在地   | 所在地   | 所在地 |
| ------------------------------------------------------- | --------------------------------------------------- | -------------- | -------- | -------- | ------ |
| 神奈川県道508号厚木城山線（八王子街道）                 |                                                     |                |          |          |        |
| 神奈川県道48号鍛冶谷相模原線                            | -                                                   | 昭和橋         | 神奈川県 | 相模原市 | 南区   |
| 神奈川県道508号厚木城山線重複区間                       |                                                     |                |          |          |        |
| C4 圏央道 相模原愛川IC接続路                            | 神奈川県道508号厚木城山線（八王子街道）             | 下当麻         | 神奈川県 | 相模原市 | 南区   |
| 神奈川県道46号相模原茅ヶ崎線                            | 神奈川県道46号相模原茅ヶ崎線                        | 麻溝小入口     | 神奈川県 | 相模原市 | 南区   |
| 神奈川県道507号相武台相模原線（村富線）                 | 神奈川県道507号相武台相模原線（村富線）             | 相模原公園入口 | 神奈川県 | 相模原市 | 南区   |
| 国道16号（東京環状）                                    | 国道16号（東京環状）                                | 鵜野森         | 神奈川県 | 相模原市 | 南区   |
| 東京都道47号八王子町田線（旧町田街道・栄通り）          | 東京都道47号八王子町田線（旧町田街道・栄通り）      | 森野           | 東京都   | 町田市   | 町田市 |
| 東京都道47号八王子町田線（町田街道・五間道路）          | 東京都道47号八王子町田線（町田街道・五間道路）      | 旭町           | 東京都   | 町田市   | 町田市 |
| 町田都市計画道路3・3・36号線 （新町田街道、事業中）     | 町田都市計画道路3・3・36号線 （新町田街道、事業中） | -              | 東京都   | 町田市   | 町田市 |
| 東京都道3号世田谷町田線（鶴川街道）                     | -                                                   | -              | 東京都   | 町田市   | 町田市 |
| 東京都道3号世田谷町田線・東京都道18号府中町田線重複区間 |                                                     |                |          |          |        |

### 周辺施設
相模原市南区内
- JR相模線原当麻駅
- 県立相模原公園
- 相模原麻溝公園競技場（相模原ギオンスタジアム）
- 相模原沈殿池
- 北里大学病院
- 北里大学相模原キャンパス
- 日産自動車相模原部品センター
- 相模原ゴルフクラブ（ただし入口は木もれ日通りを沿った先にある）

町田市内
- 町田市役所（ただし入口は町田駅前通りを沿った先にある）
- 町田警察署
- 町田郵便局
- 町田中央公園
- サン町田旭体育館

### 路線バス
この相模原町田線内全てに神奈川中央交通の営業路線バスが通っているが、相模原市内の北里通りには相模原営業所・橋本営業所のバスが、町田市内の鎌倉街道から町田駅方面には町田営業所・多摩営業所のバスがそれぞれ運行しているため、運用区分が異なる。
また、起点側の神奈川県道508号厚木城山線との重複区間内の本道路には厚木営業所のバス（主に原当麻駅発着）も一部通過している。相模原公園入口交差点〜若松3丁目交差点間では公共車両優先システム (PTPS) が導入されている。